# Greatest Hits: God's Favorite Band
Greatest Hits: God's Favorite Band es un álbum de éxitos de la banda estadounidense de punk rock Green Day. Lanzado el 17 de noviembre de 2017 a través de Reprise Records y Lookout Records.

## Lista de canciones
Todas las letras escritas por Billie Joe Armstrong, toda la música compuesta por Billie Joe Armstrong, Mike Dirnt y Tré Cool, excepto cuando se indique. 
| N.º | Título                                 | Álbum                  | Duración |  |
| 1.  | «2000 Light Years Away»                | Kerplunk!              | 2:24     |  |
| 2.  | «Longview»                             | Dookie                 | 3:53     |  |
| 3.  | «Welcome to Paradise»                  | Dookie                 | 3:44     |  |
| 4.  | «Basket Case»                          | Dookie                 | 3:01     |  |
| 5.  | «When I Come Around»                   | Dookie                 | 2:58     |  |
| 6.  | «She»                                  | Dookie                 | 2:14     |  |
| 7.  | «Brain Stew»                           | Insomniac              | 3:13     |  |
| 8.  | «Hitchin' a Ride»                      | Nimrod                 | 2:51     |  |
| 9.  | «Good Riddance (Time of Your Life)»    | Nimrod                 | 2:33     |  |
| 10. | «Minority»                             | Warning                | 2:47     |  |
| 11. | «Warning»                              | Warning                | 3:41     |  |
| 12. | «American Idiot»                       | American Idiot         | 2:54     |  |
| 13. | «Holiday»                              | American Idiot         | 3:52     |  |
| 14. | «Boulevard of Broken Dreams»           | American Idiot         | 4:20     |  |
| 15. | «Wake Me Up When September Ends»       | American Idiot         | 4:45     |  |
| 16. | «Know Your Enemy»                      | 21st Century Breakdown | 3:11     |  |
| 17. | «21 Guns»                              | 21st Century Breakdown | 5:21     |  |
| 18. | «Oh Love»                              | ¡Uno!                  | 5:02     |  |
| 19. | «Bang Bang»                            | Revolution Radio       | 3:25     |  |
| 20. | «Still Breathing »                     | Revolution Radio       | 3:44     |  |
| 21. | «Ordinary World» (con Miranda Lambert) | Revolution Radio       | 3:01     |  |
| 22. | «Back in the USA»                      | Tema inédito           | 2:36     |  |